# Puxico
Puxico és una població dels Estats Units a l'estat de Missouri. Segons el cens del 2000 tenia 1.145 habitants.

## Demografia
Segons el cens del 2000, Puxico tenia 1.145 habitants, 377 habitatges, i 232 famílies. La densitat de població era de 803,8 habitants per km².
Dels 377 habitatges en un 27,1% hi vivien nens de menys de 18 anys, en un 46,9% hi vivien parelles casades, en un 11,7% dones solteres, i en un 38,2% no eren unitats familiars. En el 35,5% dels habitatges hi vivien persones soles el 22% de les quals corresponia a persones de 65 anys o més que vivien soles. El nombre mitjà de persones vivint en cada habitatge era de 2,2 i el nombre mitjà de persones que vivien en cada família era de 2,85.
Per edats la població es repartia de la següent manera: un 28% tenia menys de 18 anys, un 16,6% entre 18 i 24, un 18,6% entre 25 i 44, un 14,1% de 45 a 60 i un 22,6% 65 anys o més.
L'edat mediana era de 31 anys. Per cada 100 dones de 18 o més anys hi havia 90,3 homes.
La renda mediana per habitatge era de 20.900 $ i la renda mediana per família de 29.286 $. Els homes tenien una renda mediana de 25.787 $ mentre que les dones 18.929 $. La renda per capita de la població era d'11.354 $. Entorn del 13,3% de les famílies i el 33,8% de la població estaven per davall del llindar de pobresa.

## Poblacions més properes
El següent diagrama mostra les poblacions més properes.